# Louis-François-Marie Le Tellier de Barbezieux
Pour les articles homonymes, voir Le Tellier.
Louis-François-Marie Le Tellier de Barbezieux, né à Paris le 23 juin 1668 et mort à Versailles le 5 janvier 1701, est le troisième fils du marquis de Louvois, le secrétaire d'État de la Guerre de Louis XIV.

## Biographie

Louise de Crussol

D'abord secrétaire d'État de la Guerre en survivance (5 décembre 1681), Barbezieux devint secrétaire d'État en titre après la mort de son père, le 16 juillet 1691. Il se montra selon le Dictionnaire Bouillet « d'abord digne de ce choix, mais il négligea bientôt les affaires pour les plaisirs ». Louis XIV, mécontent de sa conduite, s'en expliquait ainsi à l'archevêque de Reims, son oncle : « Votre neveu a des talents ; mais il n'en fait pas bon usage. Il donne trop souvent à souper aux princes, au lieu de travailler. Il néglige les affaires pour ses plaisirs. Il fait attendre trop longtemps les officiers dans son antichambre ; il leur parle avec hauteur, et quelquefois avec dureté ».
N'ayant pas su gagner la confiance du roi, Barbezieux n'est jamais élevé à la dignité de ministre d'État.
Louis François Marie Le Tellier meurt à Versailles le 5 janvier 1701. Son château de l'Etang, situé entre Saint-Cloud et Versailles, n'était pas parfaitement achevé à sa mort, et fut ensuite acheté à ses enfants par le ministre Michel Chamillart, qui en poursuivit les travaux.

## Famille
Louis François Marie Le Tellier épouse le 12 novembre 1691 Louise de Crussol (morte en 1694), fille d'Emmanuel II de Crussol, duc d'Uzès et Marie-Julie de Sainte-Maure, avec laquelle il a eu une fille : 
- Anne-Catherine-Eléonore (morte le 21 octobre 1716).

Devenu veuf, il se remaria le 11 janvier 1696 avec Marie-Thérèse d'Alègre (morte le 19 octobre 1706) fille d'Yves d'Alègre, marquis d'Alègre, futur maréchal de France, avec laquelle il eut deux enfants :
- Marie-Madeleine (1698-1735]), mariée, le 31 mai 1717, avec François (1689-1750), duc d'Harcourt, maréchal de France, dont postérité ; on trouve parmi ses descendants le duc de Richelieu ainsi que l'impératrice Élisabeth d'Autriche, surnommée « Sissi », la reine Élisabeth de Belgique, les rois Léopold III, Baudouin, Albert II et Philippe de Belgique, la reine Marie-José d'Italie et le grand-duc Henri de Luxembourg[2].
- Louise-Françoise-Angélique (morte le 8 juillet 1718) qui épouse Emmanuel-Théodose de La Tour d'Auvergne, duc de Bouillon.

## Ascendance

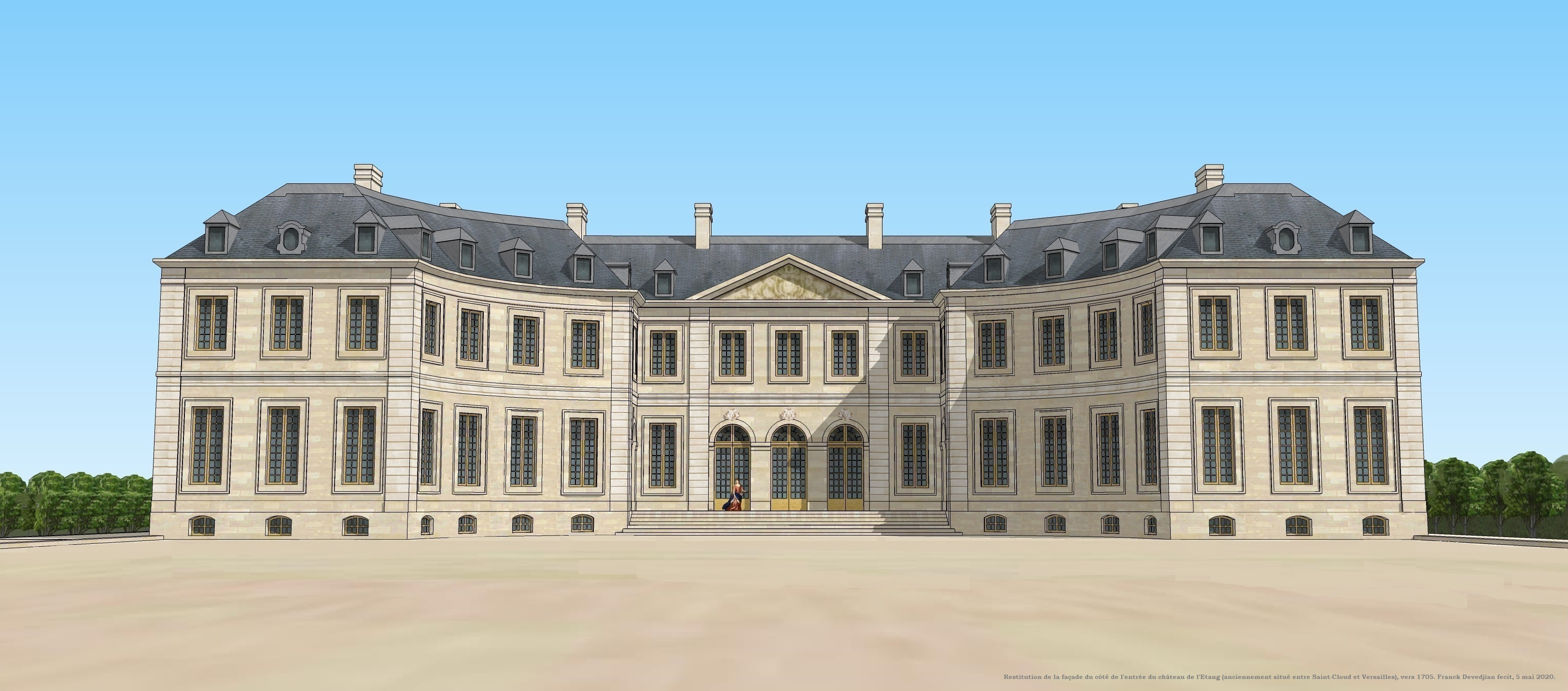
Restitution de la façade du côté de l'entrée du château de l'Étang, vers 1705. Ce château a été construit par Barbezieux, mais non achevé à sa mort.